# لورنس (كارولاينا الجنوبية)
لورنس (بالإنجليزية: Laurens, South Carolina)‏ هي مدينة تقع في الولايات المتحدة في Laurens County. يقدر عدد سكانها بـ 9,139 نسمة ومساحتها 27.4 كم2 وترتفع عن سطح البحر 186 متر.

## التركيبة السكانية
حدّد مكتب تعداد الولايات المتحدة بيانات التركيبة السكانية للورنس في تعداد الولايات المتحدة. في ما يلي، التركيبة السكانية حسب تعدادي 2000 و2010.

### تعداد عام 2000
بلغ عدد سكان لورنس 9,916 نسمة بحسب تعداد عام 2000، وبلغ عدد الأسر 3,952 أسرة وعدد العائلات 2,596 عائلة مقيمة في المدينة. في حين سجلت الكثافة السكانية 389.9 نسمة لكل كيلومتر مربع (1,009.8/ميل2). وبلغ عدد الوحدات السكنية 4,396 وحدة بمتوسط كثافة قدره 172.9 لكل كيلومتر مربع (447.8/ميل2).
وتوزع التركيب العرقي للمدينة بنسبة 53.72% من البيض و43.57% من الأمريكيين الأفارقة و0.26% من الأمريكيين الأصليين و0.16% من الأمريكيين ذوي الأصول الآسيوية و0.11% من سكان جزر المحيط الهادئ و1.34% من الأعراق الأخرى و0.84% من عرقين مختلطين أو أكثر و2.42% من الهسبانيون أو اللاتينيون من أي عرق.
بلغ عدد الأسر 3,952 أسرة كانت نسبة 35.2% منها لديها أطفال تحت سن الثامنة عشر تعيش معهم، وبلغت نسبة الأزواج القاطنين مع بعضهم البعض 38% من أصل المجموع الكلي للأسر، ونسبة 23.4% من الأسر كان لديها معيلات من الإناث دون وجود شريك،  بينما كانت نسبة 4.3% من الأسر لديها معيلون من الذكور دون وجود شريكة وكانت نسبة 34.3% من غير العائلات. تألفت نسبة 31.3% من أصل جميع الأسر من عدة أفراد يعيشون في نفس المنزل ونسبة 14.3% كانت تتألف من شخص يعيش بمفرده يبلغ من العمر 65 عاماً أو أكثر. وبلغ متوسط حجم الأسرة المعيشية 2.38، أما متوسط حجم العائلات فبلغ 2.97.
بلغ العمر الوسطي للسكان 38.2 عاماً. وكانت نسبة 25% من القاطنين تحت سن الثامنة عشر، وكانت نسبة 8.4% بين الثامنة عشر والرابعة والعشرين عاماً، ونسبة 25% كانت واقعةً في الفئة العمرية ما بين الخامسة والعشرين والرابعة والأربعين عاماً، ونسبة 21.3% كانت ما بين الخامسة والأربعين والرابعة والستين، ونسبة 15.2% كانت ضمن فئة الخامسة والستين عاماً فما فوق. يوجد لكل 100 أنثى 85.6 ذكر، ويوجد لكل 100 أنثى في الثامنة عشر من عمرها فما فوق 78.7 ذكر.
بلغ متوسط دخل الأسرة في المدينة 28,756 دولارًا، أما متوسط دخل العائلة فبلغ 36,656 دولارًا. وكان متوسط دخل الذكور 28,149 دولارًا مقابل 21,883 دولارًا للإناث. وسجل دخل الفرد الخاص بالمدينة 14,582 دولارًا. وكانت نسبة 12.9% من العائلات ونسبة 17.7% من السكان تحت خط الفقر، وكان من هؤلاء نسبة 26% تحت سن الثامنة عشر ونسبة 15.5% في الخامسة والستين من العمر وما فوق.

### تعداد عام 2010
بلغ عدد سكان لورنس 9,139 نسمة بحسب تعداد عام 2010، وبلغ عدد الأسر 3,770 أسرة وعدد العائلات 2,368 عائلة مقيمة في المدينة. في حين سجلت الكثافة السكانية 359.4 نسمة لكل كيلومتر مربع (930.8/ميل2). وبلغ عدد الوحدات السكنية 4,367 وحدة بمتوسط كثافة قدره 171.7 لكل كيلومتر مربع (444.7/ميل2).
وتوزع التركيب العرقي للمدينة بنسبة 52.53% من البيض و42.85% من الأمريكيين الأفارقة و0.26% من الأمريكيين الأصليين و0.30% من الأمريكيين ذوي الأصول الآسيوية و0.02% من سكان جزر المحيط الهادئ و2.86% من الأعراق الأخرى و1.18% من عرقين مختلطين أو أكثر و5.73% من الهسبانيون أو اللاتينيون من أي عرق.
بلغ عدد الأسر 3,770 أسرة كانت نسبة 32.3% منها لديها أطفال تحت سن الثامنة عشر تعيش معهم، وبلغت نسبة الأزواج القاطنين مع بعضهم البعض 34% من أصل المجموع الكلي للأسر، ونسبة 23.7% من الأسر كان لديها معيلات من الإناث دون وجود شريك،  بينما كانت نسبة 5.1% من الأسر لديها معيلون من الذكور دون وجود شريكة وكانت نسبة 37.2% من غير العائلات. تألفت نسبة 33.5% من أصل جميع الأسر من عدة أفراد يعيشون في نفس المنزل ونسبة 15.4% كانت تتألف من شخص يعيش بمفرده يبلغ من العمر 65 عاماً أو أكثر. وبلغ متوسط حجم الأسرة المعيشية 2.34، أما متوسط حجم العائلات فبلغ 2.96.
بلغ العمر الوسطي للسكان 39.9 عاماً. وكانت نسبة 24% من القاطنين تحت سن الثامنة عشر، وكانت نسبة 8.3% بين الثامنة عشر والرابعة والعشرين عاماً، ونسبة 23.6% كانت واقعةً في الفئة العمرية ما بين الخامسة والعشرين والرابعة والأربعين عاماً، ونسبة 24.7% كانت ما بين الخامسة والأربعين والرابعة والستين، ونسبة 19.5% كانت ضمن فئة الخامسة والستين عاماً فما فوق. وتوزع التركيب الجنسي للسكان بنسبة 45.9% ذكور و54.1% إناث.

## أعلام
- بيني كونينغهام
- أرسكين توماسون
- ريغي وليامز
- دانيال والاس
- جي. بي. غريني جونيور
- صموئيل مكغوان